# Nyizsnyij Ingas
Nyizsnyij Ingas (oroszul: Нижний Ингаш) városi jellegű település Oroszország ázsiai részén, a Krasznojarszki határterületen, a Nyizsnyij Ingas-i járás székhelye.
Népessége: 7583 fő (a 2010. évi népszámláláskor).

## Elhelyezkedése
Krasznojarszktól 310 km-re keletre, a Keleti-Szaján északi előhegyeiben, az Ingas folyó jobb partján helyezkedik el. A transzszibériai vasútvonal Kanszk–Tajset közötti szakaszának egyik állomása, a vasúti pálya két oldalán 4 km hosszan terül el. A városon vezet át a „Szibéria” nevű R255-ös főút (oroszul: ).

## Története
A nagy szibériai postaút építésekor, 1755-ben keletkezett Malaja Ingaska néven. Későbbi neve Ingasevo. Az 1899-ben épült vasútállomás alapozta meg további fejlődését. 1924-ben lett az akkor létrehozott járás székhelye, 1961-ben kapott városi jellegű település rangot.
A kis településen női büntetésvégrehajtási intézet és elítéltek kórháza működik.